# Cosmin Contra
Cosmin Marius Contra (n. 15 decembrie 1975, Timișoara, România) este un fotbalist român retras din activitate, care a jucat pe post de fundaș la echipe ca Getafe, Poli Timișoara și Atlético Madrid. Pe plan internațional, are prezențe la națională pentru România. După încheierea carierei, a devenit antrenor, și a antrenat, printre altele, România, Damac FC și Petrolul.

## Cariera de jucător
Și-a început cariera de jucător la Poli Timișoara, apoi după 3 sezoane, în ianuarie 1996 a ajuns la Dinamo. După un sezon și jumătate la bucureșteni, a fost transferat în schimbul sumei de 800.000 de euro la Deportivo Alavés, în Spania, devenind rapid un jucător de bază al bascilor. Cu gruparea din Vitoria, Contra a ajuns până în finala Cupei UEFA din 2001, fiind printre remarcații finalei cu toate că formația sa a pierdut meciul jucat contra echipei FC Liverpool cu scorul de 4-5 (4-4 după 90 de minute).
După acel sezon, s-a transferat la gigantul italian AC Milan la care a avut unele evoluții bune, a și înscris în Cupa UEFA pentru formația milaneză, însă un conflict cu Edgar Davids (la Juventus Torino pe atunci) a fost unul dintre motivele pentru care a părăsit echipa pentru Atletico Madrid după doar un sezon. La Madrid a jucat de asemenea un sezon, urmat de 2 împrumuturi fără succes la WBA în Anglia sau FC Timișoara echipa la care a debutat în fotbal. A evoluat la Getafe între 2005-2010, în primul sezon tot sub formă de împrumut de la Atletico.
Și-a anunțat retragerea de la naționala României după meciul cu Austria scor 2-1 din aprilie 2009, dar a acceptat să revină la națională în septembrie 2010, jucând în meciul contra Albaniei din preliminariile EURO 2012.

## Cariera de antrenor
În ianuarie 2010, s-a despărțit de Getafe și a revenit la Timișoara, cu care a semnat un contract pentru șase luni. La data de nouă septembrie 2010 și-a prelungit înțelegerea până la finalul anului, pentru ca peste doar câteva zile să fie instalat în funcția de antrenor-jucător al echipei FC Timișoara. A condus echipa timp de 11 etape în sezonul 2010-2011, fiind demis însă la finalul turului după un conflict cu patronul bănățenilor. Nu pierduse niciun meci în campionat, lăsând echipa pe locul secund.
După un sezon petrecut în Spania, ca tehnician la Fuenlabrada, a revenit în România în 2012, fiind instalat ca antrenor la Petrolul Ploiești. Cu Contra pe banca tehnică, Petrolul și-a întărit atacul și defensiva prin efectuarea unor serii de transferuri, a terminat sezonul pe locul 3, s-a calificat în Europa League după 18 ani de absență în cupele europene și a obținut Cupa României, după ce a învins-o în deplasare pe fosta campioană CFR Cluj cu scorul de 1-0. Petrolul a reușit și un record în ultimii ani în sezonul 2012-2013 al Ligii I, cu o performanță de 24 de victorii, 7 egaluri și 4 înfrângeri din 34 de meciuri oficiale jucate. Și în cupele europene, Petrolul a realizat cea mai bună performanță din istorie, ajungând până în play-offul Europa League, unde a fost eliminată de Swansea, echipă antrenată de fostul antrenor al lui Contra la Getafe, Michael Laudrup. Manșa tur a fost câștigată de Swansea cu 5-1, iar returul a fost câștigat de Petrolul cu 2-1, însă această victorie nu a fost suficient pentru a răsturna situația, iar prahovenii au fost eliminați cu 3-6 la general. La data de 10 martie 2014, Cosmin Contra și-a reziliat contractul cu Petrolul Ploiești și a semnat un contract pe doi ani și jumătate cu formația spaniolă, Getafe CF. Venit în iarna anului 2017 dupa rezilierea contractului cu Getafe, Cosmin Contra a semnat cu unul dintre cele mai titrate cluburi din România, a 2-a după palmares, Dinamo București. Între septembrie 2017 și noiembrie 2019, Cosmin Contra a antrenat echipa națională de fotbal a României.
La data de 26 august 2020, Contra a redevenit antrenorul echipei Dinamo București, cu care a semnat un contract pentru două sezoane. Pe 3 decembrie 2020, Contra a părăsit pe Dinamo din cauza problemelor financiare ale clubului. După aproape nouă luni fără contract, Contra a revenit pe banca unei echipe în august 2021 când a semnat o înțelegere pentru un sezon cu Ittihad FC din Arabia Saudită.

## Cariera internațională
Pe durata celor 14 ani de activitate ca jucător Contra a adunat 72 de selecții la națională marcând 7 goluri. El a reprezentat România la Euro 2000 și Euro 2008.
Pe 1 aprilie 2009, după un meci cu Austria, Contra a anunțat că se retrage de la echipa națională. Totuși, pe 30 august 2010, la vârsta de 34 de ani el a fost convocat din nou pentru două meciuri din preliminariile Campionatului European de Fotbal 2012, cu Albania și Belarus.

### Goluri internaționale
| # | Data             | Stadion                                       | Oponent   | Scor | Rezultat | Competiția                                             |
| - | ---------------- | --------------------------------------------- | --------- | ---- | -------- | ------------------------------------------------------ |
| 1 | 28 March 2001    | Boris Paichadze Stadium, Tbilisi, Georgia     | Georgia   | 2–0  | 2–0      | Calificările pentru Campionatul Mondial de Fotbal 2002 |
| 2 | 14 November 2001 | Stadionul Ghencea, București, România         | Slovenia  | 1–1  | 1–1      | Calificările pentru Campionatul Mondial de Fotbal 2002 |
| 3 | 16 October 2002  | Stade Josy Barthel, Luxembourg, Luxembourg    | Luxemburg | 4–0  | 7–0      | Preliminariile Campionatului European de Fotbal 2004   |
| 4 | 16 October 2002  | Stade Josy Barthel, Luxembourg, Luxembourg    | Luxemburg | 5–0  | 7–0      | Preliminariile Campionatului European de Fotbal 2004   |
| 5 | 16 October 2002  | Stade Josy Barthel, Luxembourg, Luxembourg    | Luxemburg | 7–0  | 7–0      | Preliminariile Campionatului European de Fotbal 2004   |
| 6 | 28 March 2007    | Stadionul Ceahlăul, Piatra Neamț, România     | Luxemburg | 2–0  | 3–0      | Preliminariile Campionatului European de Fotbal 2008   |
| 7 | 6 June 2007      | Stadionul Dan Păltinișanu, Timișoara, România | Slovenia  | 2–0  | 2–0      | Preliminariile Campionatului European de Fotbal 2008   |

## Statistici antrenorat
| Echipa            | Țara                       | Început            | Sfârșit            | Rezultate | Rezultate | Rezultate | Rezultate | Rezultate | Rezultate | Rezultate  |
| Echipa            | Țara                       | Început            | Sfârșit            | M         | V         | R         | Î         | GM        | GP        | Victorii % |
| ----------------- | -------------------------- | ------------------ | ------------------ | --------- | --------- | --------- | --------- | --------- | --------- | ---------- |
| FC Timișoara      | România                    | 15 septembrie 2010 | 5 decembrie 2010   | 11        | 6         | 5         | 0         | 18        | 11        | 54,55      |
| Fuenlabrada       | Spania                     | 21 iulie 2012      | 29 octombrie 2012  | 10        | 5         | 3         | 2         | 19        | 14        | 50         |
| Petrolul Ploiești | România                    | 29 octombrie 2012  | 10 martie 2014     | 78        | 39        | 24        | 15        | 72        | 32        | 50         |
| Getafe CF         | Spania                     | 10 martie 2014     | 4 ianuarie 2015    | 30        | 10        | 8         | 12        | 30        | 35        | 33,33      |
| Guangzhou R&F     | Republica Populară Chineză | 4 ianuarie 2015    | 22 iulie 2015      | 30        | 9         | 7         | 14        | 37        | 45        | 30         |
| Alcorcón          | Spania                     | 15 iunie 2016      | 12 octombrie 2016  | 11        | 4         | 3         | 4         | 6         | 9         | 36,36      |
| Dinamo București  | România                    | 16 februarie 2017  | 16 septembrie 2017 | 24        | 14        | 4         | 6         | 35        | 19        | 58,33      |
| România           | România                    | 22 septembrie 2017 |                    | 10        | 6         | 3         | 1         | 16        | 10        | 60         |
| Total             | Total                      | Total              | Total              | 191       | 93        | 55        | 43        | 252       | 186       | 48,69      |

## Palmares

### Jucător

#### Club
- Alaves
  - Cupa UEFA: finalist 2000-01
- Getafe
  - Cupa Spaniei: finalist 2006-07, 2007-08

#### Individual
- Fotbalistul român al anului:2001

### Antrenor
- Petrolul Ploiești
  - Cupa României (1): 2012-13
  - Supercupa României: finalist 2013
- Dinamo București
  - Cupa Ligii (1): 2016-17